# Il viaggio di Bran
Il viaggio di Bran (figlio di Febail) (Immram Brain (maic Febail)) è un racconto in lingua irlandese. Il suo contenuto deriva dalla mitologia irlandese, ma fu scritto nell'VIII secolo. Alcune raccolte di racconti irlandesi categorizzano questo come Echtra ("Avventura"), ma contiene gli elementi essenziali di un Immram, o "Viaggio". Potrebbe avere influenzato la successiva storia del viaggio di san Brendano.

## Trama
Bran mac Febail (o come lo si chiamerebbe oggi Bran mac Feabhail) si imbarca per un viaggio nell'oltretomba. Un giorno, mentre Bran sta camminando, sente della bella musica, talmente bella che lo induce al sonno. Al risveglio, trova un ramo d'argento davanti a sé. Torna alla sua casa reale e, mentre si trova lì con alcune persone, appare una donna dell'oltretomba, cantandogli un poema sulle terre in cui era cresciuto il ramo. In questo oltretomba è sempre estate, non c'è necessità di cibo o acqua, e nessuna malattia o disperazione tocca le persone perfette. Dice a Bran di viaggiare nella Terra delle Donne oltre il mare, ed il giorno successivo Bran raggruppa delle persone per iniziare il viaggio.
Dopo due giorni, vede un uomo su un carro che corre veloce verso di lui. L'uomo è Manannan mac Lir, e dice a Bran che non sta facendo vela sull'oceano, ma su una pianura fiorita. Dice anche a Bran che ci sono molti uomini che guidano carri, ma che sono invisibili. Racconta a Bran di come genererà il proprio figlio in Irlanda, e di come quel figlio diverrà un grande guerriero.
Bran abbandona Manannan mac Lir, e giunge all'isola della Gioia. Tutte le persone dell'isola della Gioia ridono e lo fissano, ma non gli rispondono. Quando Bran manda un uomo a riva per vedere quale sia il problema, l'uomo inizia a ridere e resta a bocca aperta come gli altri. Bran lo abbandona e naviga oltre. 
Raggiunge quindi la Terra delle Donne, ma esita a sbarcare. Il capo delle donne gli lancia un gomitolo magico con dei bastoni. Tira quindi la nave a riva, ed ogni uomo si accoppia con una donna, e Bran con la loro regina. 
Per quello che sembra essere un anno, nonostante sia molto di più, gli uomini festeggiano nella Terra delle Donne finché Nechtan Mac Collbran comincia ad avere nostalgia. La "capa" delle donne è riluttante a lasciarli partire, e li avvisa di non tornare in Irlanda. 
Bran e la sua compagnia partono per l'Irlanda. Le persone che si radunano sulle coste per incontrarlo non ne conoscono il nome, se non grazie alle leggende. Nechtan Mac Collbran, sconvolto, saltà giù dalla nave, trasformandosi immediatamente in cenere.
Bran ed il suo gruppo raccontano tutta la storia agli irlandesi, per poi ripartire in mare e non essere mai più rivisti.

## Storia
Questo poema fu scritto tra il 700 ed il 900 da monaci cristiani.

## Fonti del manoscritto
- Dublino, Royal Irish Academy, Lebor na hUidre, pp. 121a-24 (originariamente, f. 78). Edizione diplomatica: 10088-10112.
- Oxford, Biblioteca Bodleiana, Rawlinson B 512, f. 119al-120b2 (originariamente, f. 71-72).
- Dublino, Royal Irish Academy MS 23 N 10,  pp. 56–61.
- Londra, British Museum, MS Egerton 88, f. 11b (col. 2) - 12a e f. 13a (col. 1-2).
- Londra, British Museum, MS Harleian 5280, f. 43a-44b.
- Stoccolma, Royal Library, MS Vitterhet Engelsk II, f. 1b-4.
- Londra, British Museum, Add. 35090.
- Dublino, Trinity College, MS H 4.22, f. 48b17-50a6 e f. 40-53. Incompleto.
- Dublino, Trinity College,  Libro giallo di Lecan (=H 2.16, MS 1318). Col. 395-398.

## Edizioni e traduzioni
- Mac Mathúna, Séamus (ed. e tr.). Bran's Journey to the Land of Women. Tübingen: Niemeyer, 1985. Disponibile presso il CELT.
- Murphy, Gerard (ed.). "Manannán, God of the Sea, Describes his Kingdom to Bran and Predicts the Birth of Mongán." In Early Irish lyrics, eighth to twelfth century, ed. Gerard Murphy. Oxford: Clarendon Press, 1956. pp. 92–100. Il poema "Caíni amra laisin m-Bran" è conservato a MS 23 N 10. Disponibile presso il CELT.
- Hamel, A.G. van (ed.). Immrama. Mediaeval and Modern Irish 10. Dublino, 1941.
- Kuno Meyer e Alfred Nutt (ed. e tr.). The Voyage of Bran son of Febal to the land of the living. 2 vol. Londra, 1895–1897. PDF nell'Internet Archive.